# Asia (voertuigmerk)
Asia was een Zuid-Koreaanse auto- en vrachtautofabrikant tussen 1965 en 1998. In 1999 werd Asia overgenomen door Kia.
Asia is voor korte tijd op de Nederlandse markt actief geweest maar komt inmiddels niet meer voor. In andere markten wordt soms nog wel gebruikgemaakt van de naam.
Asia produceerde bussen, auto's en vrachtauto's, die bekendstonden om hun roestgevoeligheid, voor zowel de militaire, civiele en openbare sector.

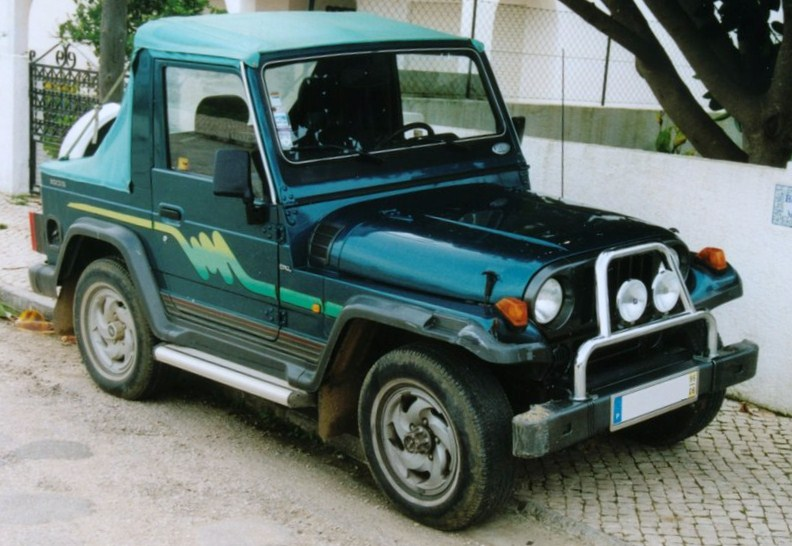
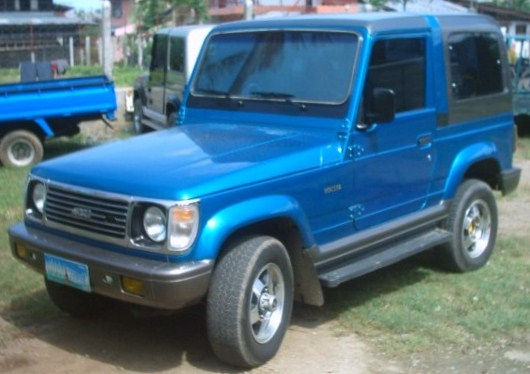
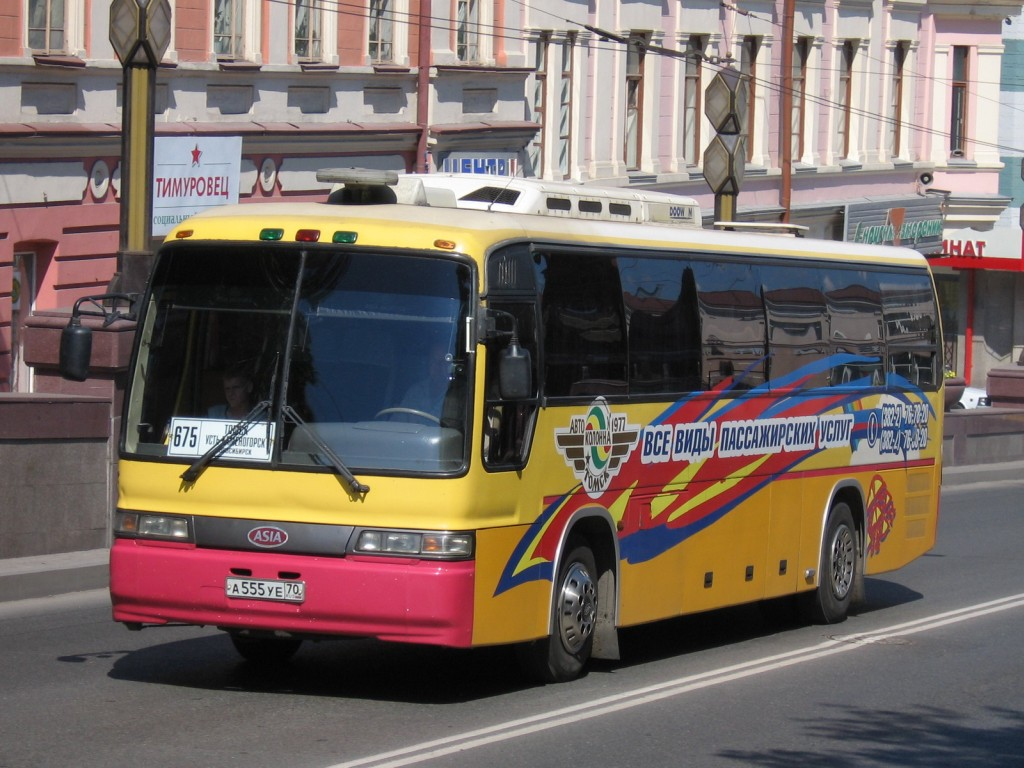
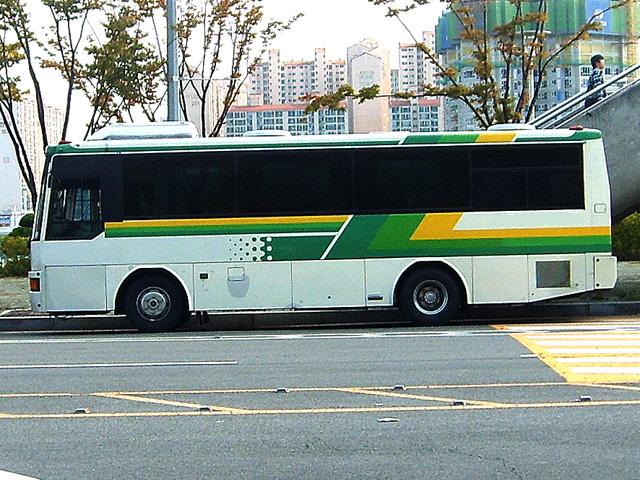
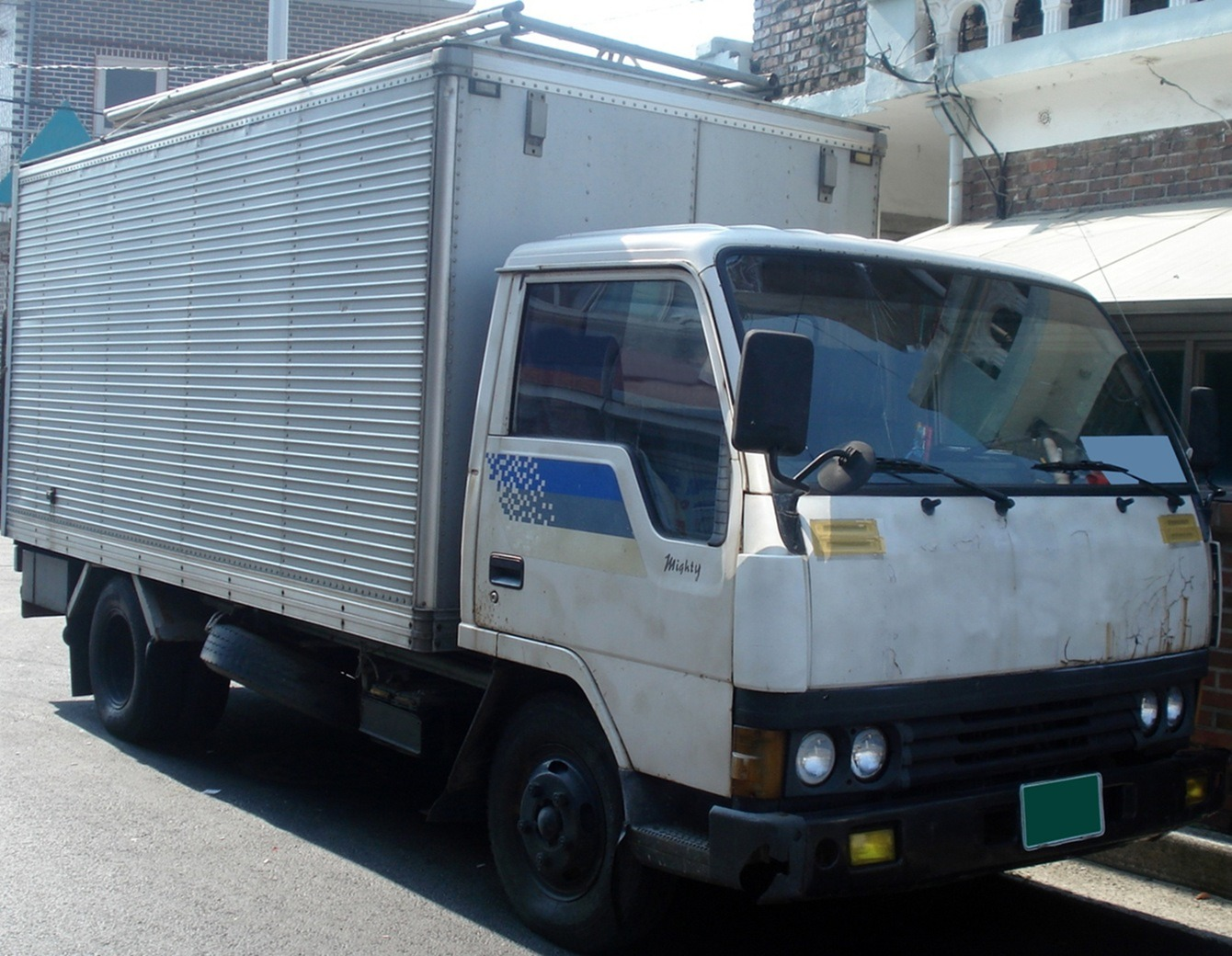
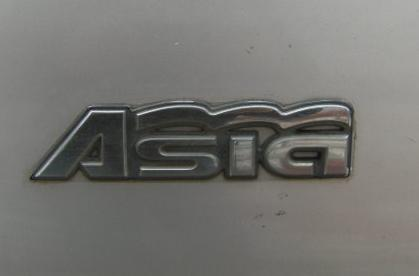

- Virtual International Authority File: 7155103911676200126